# 이라크의 세계유산

이라크의 세계유산은 유네스코에서 지정한 이라크의 세계유산이다. 이라크는 5개의 문화유산과 1개의 복합유산을 보유하고 있다. 이 중 이라크 전쟁과 이라크 내전으로 인해 일부의 문화유산이 유네스코에 의해 위험에 처한 세계유산으로 분류되었다.

## 목록

### 문화유산
| No. | 사진 | 등록명                   | 소재지        | 등록년도 | 등록기준          | 유네스코 지정번호 | 비고                          |
| 1   |      | 하트라                   | 니나와주      | 1985년   | (ⅱ), (ⅲ) (ⅳ), (ⅵ) | 277               | 위험에 처한 세계유산 (2015년) |
| 2   |      | 아슈르 (칼라트 샤르카트) | 살라딘주      | 2003년   | (ⅲ), (ⅳ)          | 1130              | 위험에 처한 세계유산 (2003년) |
| 3   | 미선 | 사마라 고고 유적 도시    | 살라딘주      | 2007년   | (ⅱ), (ⅲ), (ⅳ)     | 276               | 위험에 처한 세계유산 (2007년) |
| 4   |      | 에르빌성                 | 쿠르드 자치구 | 2014년   | (ⅳ)               | 1437              |                               |
| 5   |      | 바빌론                   | 바빌주        | 2019년   | (ⅲ), (ⅵ)          | 278               |                               |

### 복합유산
| No. | 사진 | 등록명                                                                     | 소재지                              | 등록년도 | 등록기준          | 유네스코 지정번호 | 비고 |
| 1   |      | 이라크 남부의 아흐와르 : 생물다양성 보호지역과 메소포타미아 도시 유적 경관 | 바스라주 디카르주 마이산주 무탄나주 | 2016년   | (ⅲ), (ⅴ) (ⅸ), (ⅹ) | 1481              |      |